# Quadri di un'esposizione (album)
Quadri di un'esposizione è un album dei Murple pubblicato nel 2008, I Murple hanno composto 10 brani originali sui Quadri da un'esposizione del pittore russo Viktor Aleksandrovič Hartmann ai quali si ispirò anche il compositore russo Modest Petrovič Musorgskij]

## Tracce
1. Promenade & Gnomus
2. Promenade & il vecchio castello
3. Tuileries
4. Bydlo
5. Il ballo dei pulcini
6. Samuel Goldemberg & Schmuyle
7. Promenade & Limoges
8. Catacombae
9. Baba Yaga
10. La grande porta di Kiev & Promenade